# Zdeněk Škrland
Zdeněk Škrland (Praga, Reino de Bohemia, 6 de febrero de 1914-Praga, República Checa, 6 de marzo de 1996) fue un deportista checoslovco que compitió en piragüismo en la modalidad de aguas tranquilas.
Participó en los Juegos Olímpicos de Berlín 1936, obteniendo una medalla de oro en la prueba de C2 10 000 m. Ganó una medalla de bronce en el Campeonato Mundial de Piragüismo de 1938 en la prueba de C2 1000 m.

## Palmarés internacional
| Juegos Olímpicos   | Juegos Olímpicos   | Juegos Olímpicos  | Juegos Olímpicos |
| Año                | Lugar              | Medalla           | Evento           |
| ------------------ | ------------------ | ----------------- | ---------------- |
| 1936               | Berlín ( Alemania) | Medalla de oro    | C2 10 000 m      |
| Campeonato Mundial |                    |                   |                  |
| Año                | Lugar              | Medalla           | Evento           |
| 1938               | Vaxholm (Suecia)   | Medalla de bronce | C2 1000 m        |